# اژا ویلسون
اژا ویلسون (انگلیسی: A'ja Wilson؛ زادهٔ ۸ اوت ۱۹۹۶) بازیکن بسکتبال اهل ایالات متحده آمریکا است.
وی در مسابقات کشوری و بین‌المللی در مجموع برندهٔ ۲ مدال طلا شده‌است.